# 2015 în știință
În 2015 au avut loc o serie de evenimente științifice importante. Editarea genetică bazată pe CRISPR s-a îmbunătățit semnificativ. A fost descrisă pentru prima dată o nouă specie asemănătoare omului, Homo naledi. Au fost observate pentru prima dată unde gravitaționale (anunțate public în 2016), iar planetele pitice Pluto și Ceres au fost vizitate pentru prima dată de nave spațiale. 
Organizația Națiunilor Unite a declarat 2015 Anul internațional al solurilor și al tehnologiilor bazate pe lumină.

## Evenimente

### Ianuarie
- 5 ianuarie

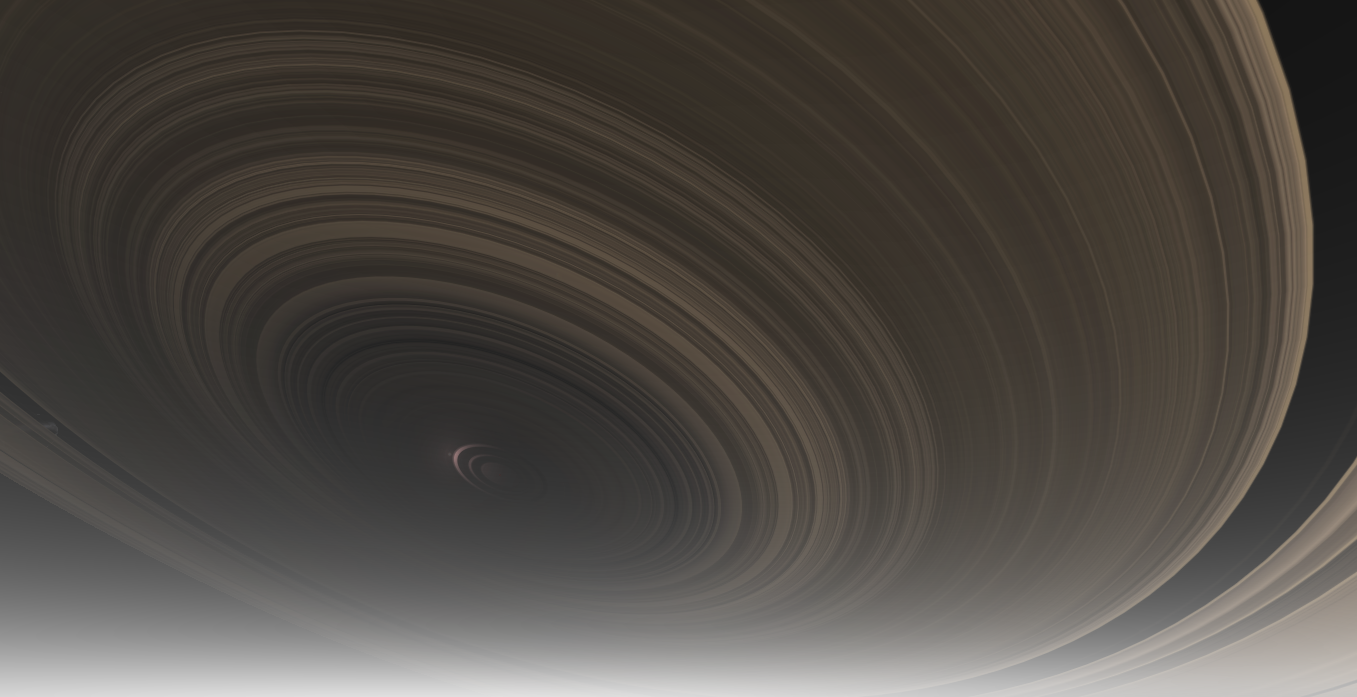
27 ianuarie: Astronomii au descoperit o exoplanetă cu un gigantic sistem de inele, de 200 de ori mai mare decât cel din jurul lui Saturn. Foto: realizare artistică

  - Oamenii de știință din SUA și Marea Britanie au cartografiat genomul balenei boreale și au identificat genele responsabile pentru durata sa de viață de 200 de ani, cea mai lungă dintre mamifere.[2][3]
  - Agenția de Meteorologie a Japoniei (JMA) declară anul 2014 ca cel mai cald an înregistrat la nivel mondial, depășind recordul anterior, anul 1998.[4]
  - NASA raportează observarea unui semnal luminos cu raze-X de 400 de ori mai strălucitor decât de obicei, din gaura neagră supermasivă, numită Săgetătorul A*, situată în centrul galaxiei Calea Lactee. Evenimentul neobișnuit ar fi putut fi cauzat de fărâmițarea unui asteroid care a căzut în gaura neagră sau de împletirea liniilor de câmp magnetic cu gazul care curge în Săgetătorul A*.[5]
- 7 ianuarie – Oamenii erodează solul de o sută de ori mai rapid decât procesele naturale, potrivit unui nou studiu.[6]
- 9 ianuarie – În Scoția a fost descoperită o nouă specie de ihtiozaur care seamănă cu un delfin combinat cu un crocodil. Dearcmhara shawcrossi a trăit de la începutul Jurasicului până la mijlocul Jurasicului, acum aproximativ 170 de milioane de ani.[7][8]
- 14 ianuarie – NASA și ESA sărbătoresc 10 ani de când sonda Cassini-Huygens a aterizat pe Titan, cel mai mare satelit al planetei Saturn.[9] (imagine asociată).
- 16 ianuarie – NASA raportează că Beagle 2, construit de Regatul Unit, despre care se credea că e pierdut pe planeta Marte din 2003, a fost găsit la suprafață în Isidis Planitia (locația este de aproximativ 11.5265 °N 90.4295 °E).[10] Imagini de înaltă rezoluție capturat de Mars Reconnaissance Orbiter identifică sonda pierdută, care pare a fi intactă.[11][12] (vezi imagini)
- 19 ianuarie – Observând efectele gravitaționale asupra obiectelor transneptuniene extreme, astronomii au teoretizat că o pereche de obiecte de dimensiunea Pământului pot fi ascunse la marginea Sistemului Solar.[13]
- 27 ianuarie – Astronomii au descoperit o exoplanetă cu un gigantic sistem de inele, de 200 de ori mai mare decât cel din jurul lui Saturn.[14]

### Februarie

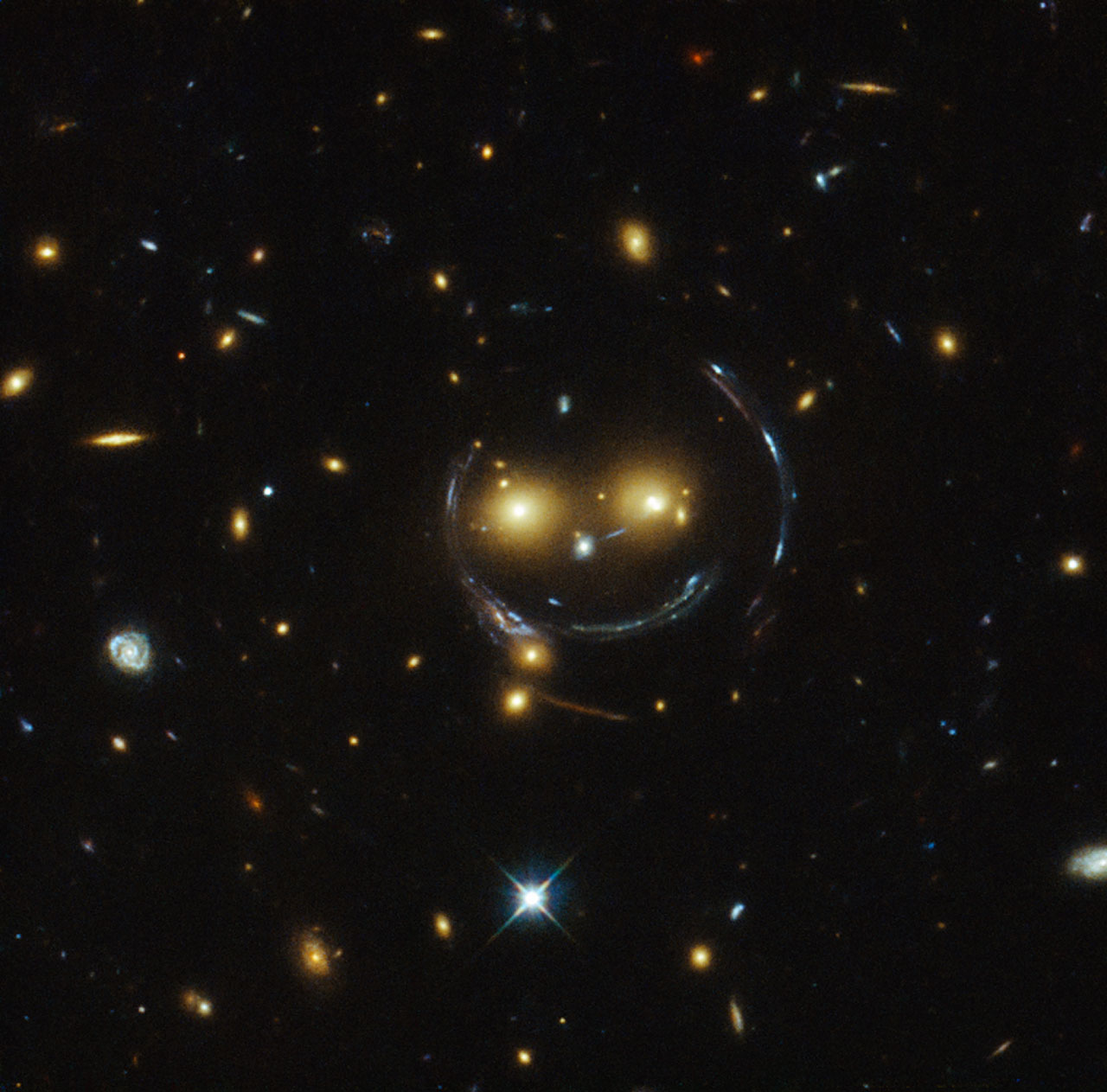
10 februarie: Imaginea „zâmbitoare” a unui roi de galaxii (SDSS J1038+4849) și a lentilelor gravitaționale (un inel Einstein) (HST).

- 3 februarie – Pentru prima dată, cercetătorii au folosit nanoparticule biodegradabile pentru a ucide celulele canceroase ale creierului la animale și pentru a le prelungi supraviețuirea.[16]
- 5 februarie – Se crede că prima generație de stele a apărut la 560 de milioane de ani după Big Bang, potrivit oamenilor de știință care lucrează la satelitul european Planck. Aceasta este cu 140 de milioane de ani mai târziu decât estimarea anterioară de 420 de milioane de ani.[17]
- 9 februarie –  Cercetătorii au extras combustibilul izopropanol din bacterii proiectate genetic și catalizatori cu energie solară, obținând aceeași eficiență ca fotosinteza.[18]
- 10 februarie – NASA publică o imagine „zâmbitoare” a unui roi de galaxii (SDSS J1038+4849) și a lentilelor gravitaționale (un inel Einstein), făcută de Telescopul spațial Hubble.[15]
- 11 februarie
  - NASA lansează Deep Space Climate Observatory cu o rachetă Falcon 9.[19] Acesta va măsura vântul solar și va furniza avertismente cruciale timpurii în timpul erupților solare.
  - Intermediate eXperimental Vehicle al Agenției Spațiale Europene demonstrează o nouă tehnologie de reintrare în atmosferă, întorcându-se din spațiu pe Pământ similar cu Space Shuttle, dar fără aripi.[20]
- 26 februarie – Fizicienii prezintă o perspectivă cosmologică alternativă pentru extinderea modelului Big Bang, sugerând că Universul nu a avut nici un început sau singularitate iar vârsta Universului este infinită.[21][22]
- 27 februarie – Numărul de panda gigant sălbatic a crescut cu aproape 17% în ultimul deceniu, potrivit unui nou sondaj realizat de guvernul chinez.[23]

### Martie

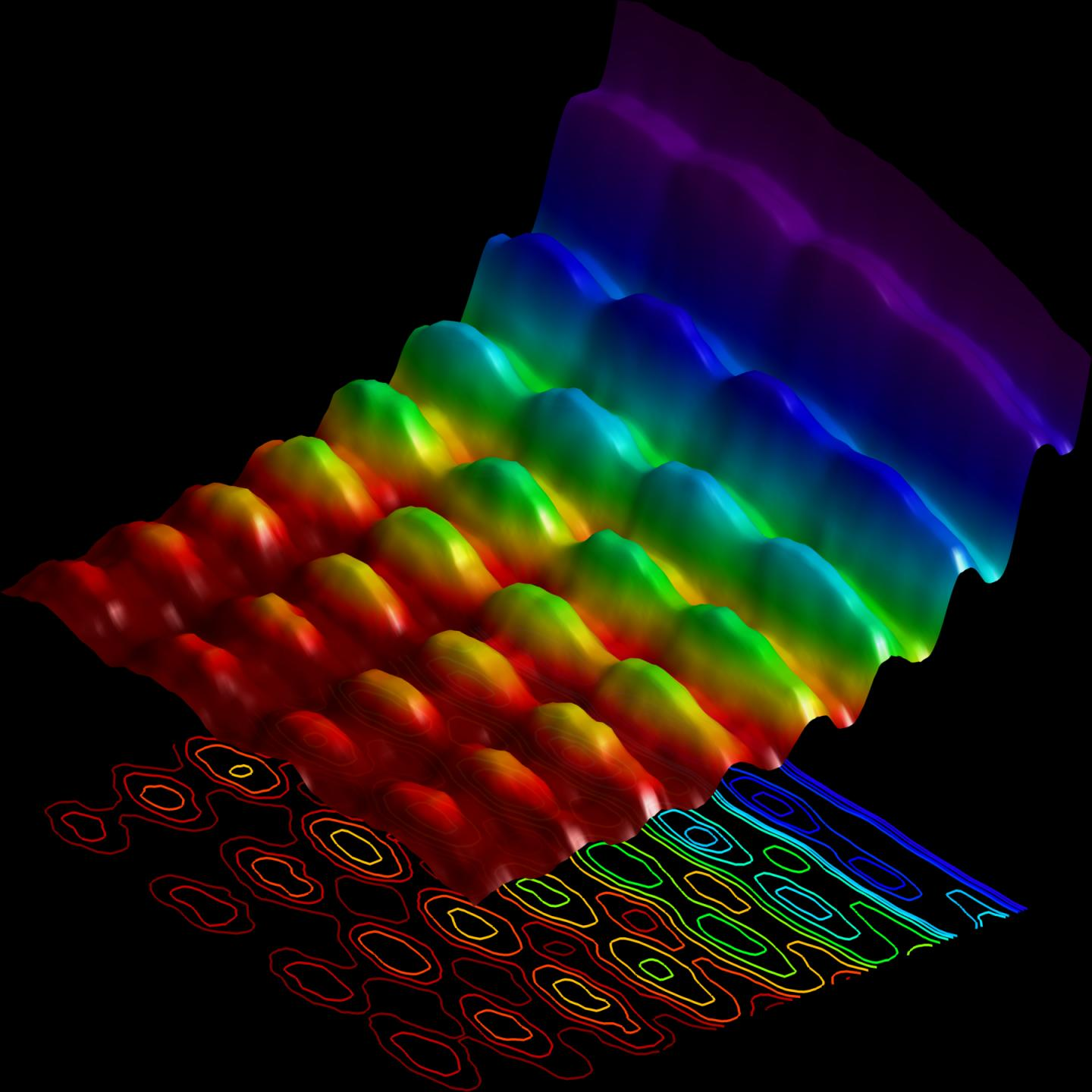
2 martie: Lumina descrisă ca particulă și undă.

- 2 martie – Oamenii de știință au capturat prima imagine a luminii atât ca particulă cât și ca undă.[24][25]
- 4 martie – Un maxilar cu o vechime de 2,8 milioane de ani poate fi cea mai veche fosilă umană existentă, potrivit celor două lucrări publicate simultan în revista Science. Cercetătorii susțin acum că Homo (genul care include oamenii moderni) datează cu cel puțin 400.000 de ani mai devreme decât se credea anterior.[26][27]
- 6 martie – Nava spațială Dawn începe să orbiteze Ceres, devenind prima navă spațială care vizitează o planetă pitică.[28]
- 11 martie – Nava spațială Cassini a NASA oferă prima dovadă clară a activității hidrotermale de pe satelitul planetei Saturn, Enceladus. care poate fi asemănătoare cu cea văzută în oceanele profunde de pe Terra și este probabil cel mai locuibil mediu găsit vreodată.[29]
- 12 martie – Aurora de pe Ganymede, cel mai mare satelit al planetei Jupiter poate sugera existența  unui ocean salin sub-suprafață.[30]
- 17 martie – Tuburile de lavă suficient de mari pentru a adăposti orașe întregi ar putea fi structuri stabile pe Lună, potrivit unui studiu teoretic prezentat la Conferința de Știință Lunară și Planetară.[31]

### Aprilie

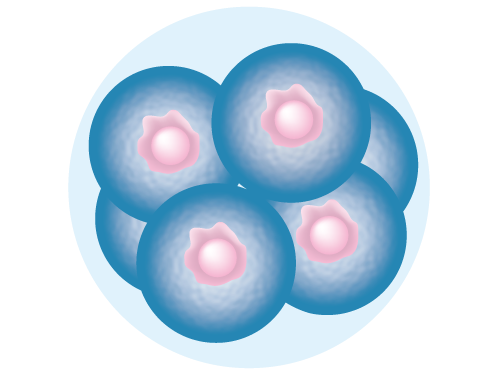
22 aprilie: Se confirmă faptul că oamenii de știință chinezi au modificat genetic embrioni umani.

- 1 aprilie – Noi cercetări dezvăluie faptul că, pe măsură ce regiunea arctică se va încălzi și se va topi, urșii polari vor fi în imposibilitatea de a găsi suficientă hrană pe uscat.[32] Două treimi din urșii polari s-ar putea pierde până în 2050, iar specia ar putea deveni extinctă până în 2100.[33]
- 14 aprilie
  - Unelte de piatră găsite la Lomekwi 3 sunt datate acum 3,3 milioane de ani, ceea ce, dacă se confirmă, ar reprezenta cele mai vechi unelte de piatră cunoscute.[34]
  - Pe baza rezultatelor de la navele spațiale Rosetta și Philae, oamenii de știință afirmă că nucleul cometei 67P/Churyumov–Gerasimenko nu are nici un câmp magnetic, ceea ce sugerează că magnetismul nu ar fi jucat un rol în formarea timpurie a planetezimalelor.[35][36]
- 15 aprilie – Cercetătorii descoperă dovezi ale unui ritual canibalistic care a avut loc într-o peșteră britanică în urmă cu aproximativ 14.700 de ani.[37]
- 22 aprilie – Cercetătorii din China publică rezultatele unei cercetare de bază folosind CRISPR pentru a edita gene non-viabile embrionilor umani.[38][39]
- 29 aprilie – Oamenii de știință raportează găsirea unui dinozaur scansoriopterigid, numit Yi qi („aripă ciudată”), care ar fi putut să zboare fără pene.[40][41]
- 30 aprilie – Nava spațială MESSENGER a NASA își încheie misiunea orbitală de patru ani asupra lui Mercur, prăbușindu-se pe planetă cu o viteză de aproximativ 14.080 km/h, cu impact la 54,4 °N, 149,9 °V, în apropierea craterului Janáček.[42][43]

### Mai

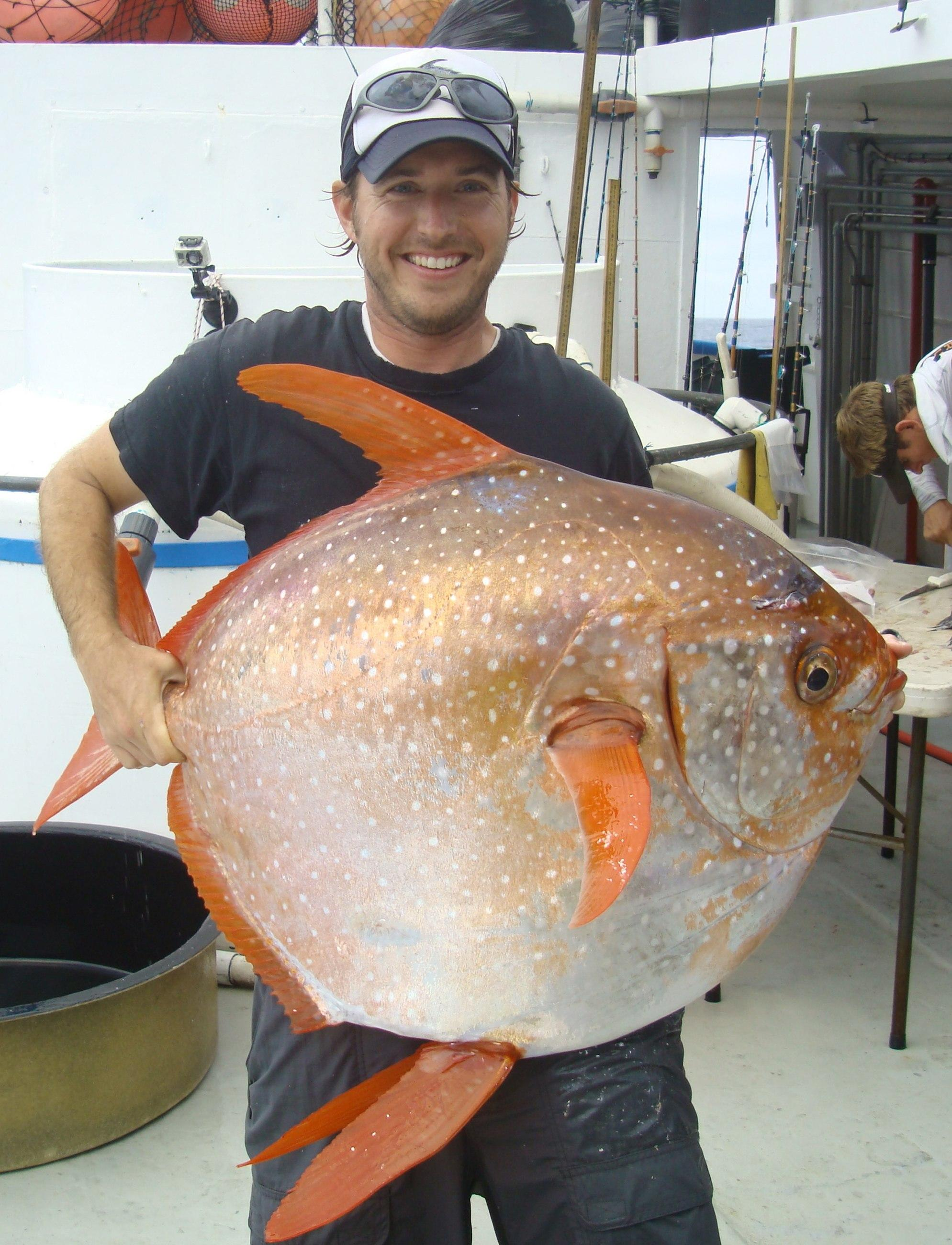
15 mai: Lampris guttatus este confirmat ca primul pește cunoscut „cu sânge cald“, capabil să regleze temperatura întregului corp.

- 3 mai –  Astronomii raportează detectarea celei mai îndepărtate galaxii, EGS-zs8-1, aflată la o distanță estimată de 13,1 miliarde de ani-lumină. [44][45]
- 6 mai – Se arată că o tehnologie 3-D cunoscută sub denumirea de tomosinteză detectează cu 40% mai multe cancere de sân decât mamografia și doza de radiații este mai scăzută.[46]
- 15 mai – Lampris guttatus este confirmat ca primul pește cunoscut „cu sânge cald“, capabil să regleze temperatura întregului corp.[47]
- 18 mai – Oamenii de știință au reactivat neuroplasticitatea la șoarecii mai în vârstă, restabilindu-le creierul într-o stare mai tinerească.[48]
- 21 mai – NASA raportează descoperirea celei mai luminoase galaxii, WISE J224607.57-052635.0. Mai mică decât galaxia Calea Lactee, această galaxie eliberează de 10.000 de ori mai multă energie. Aproape 100% din lumina emisă de galaxia WISE J224607.57-052635.0 este radiație infraroșie.[49][50] (imagine)
- 22 mai – Cercetătorii au dezvoltat algoritmi care permit roboților să învețe sarcinile motorii prin încercare și eroare folosind un proces care se apropie de modul în care învață oamenii, marcând o etapă majoră în domeniul inteligenței artificiale.[51]
- 28 mai – O nouă specie de hominid antic – Australopithecus deyiremeda – este descoperită în Etiopia, maxilarul fiind estimat la o vechime de 3,3-3,5 milioane de ani.[52]

### Iunie

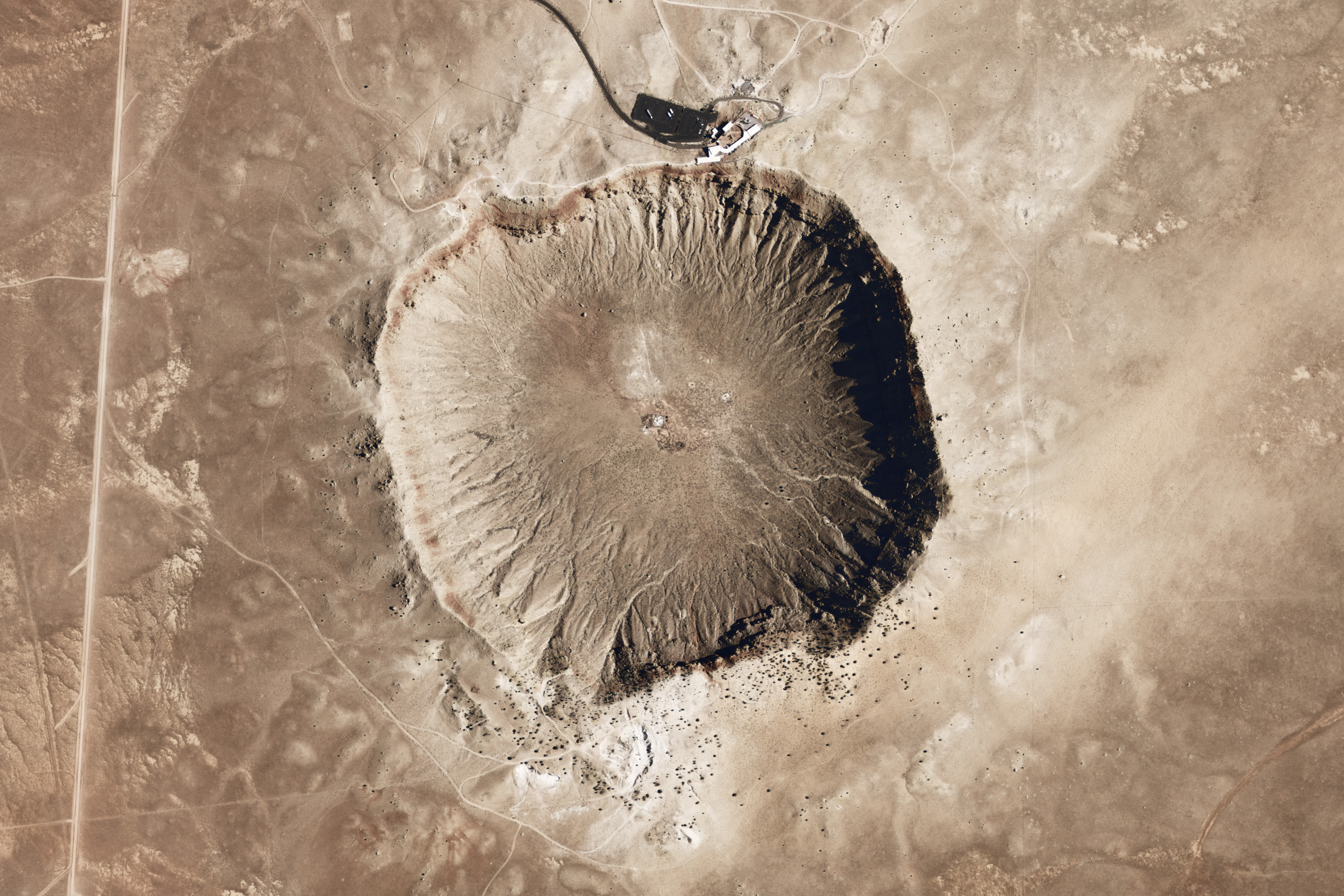
26 iunie: Au fost identificate toate craterele de impact mari de pe Terra.

- 3 iunie – Marele Accelerator de Hadroni este reactivat după o pauză de doi ani, timp în care s-au făcut îmbunătățiri și reparații. Aparatul este acum capabil să experimenteze cu energii mai mari, crescând de la 8 la 13 trilioane de electroni volți.[53][54]
- 19 iunie – Un studiu major confirmă faptul că Pământul este în prezent martorul începerii unui eveniment de extincție în masă, al cărui aspect nu a fost văzut de cel puțin 65 de milioane de ani. Este precipitat de acțiunile omului din ultimii 500 de ani.[55][56]
- 20 iunie  – Un maxilar protetic 3D tipărit din titan este implantat cu succes la un pacient de sex masculin de către chirurgi din Melbourne, Australia.[57]
- 26 iunie – Toate craterele de impact mari de pe Terra au fost acum identificate. Cel mai mare crater de impact, Craterul Vredefort (Africa de Sud), are un diametru de 300 km și o vechime de aproximativ 2 miliarde de ani.[58]
- 30 iunie – Un nou model creat de matematicieni și fizicieni sugerează un „Big Rip” final al Universului.[59]

### Iulie

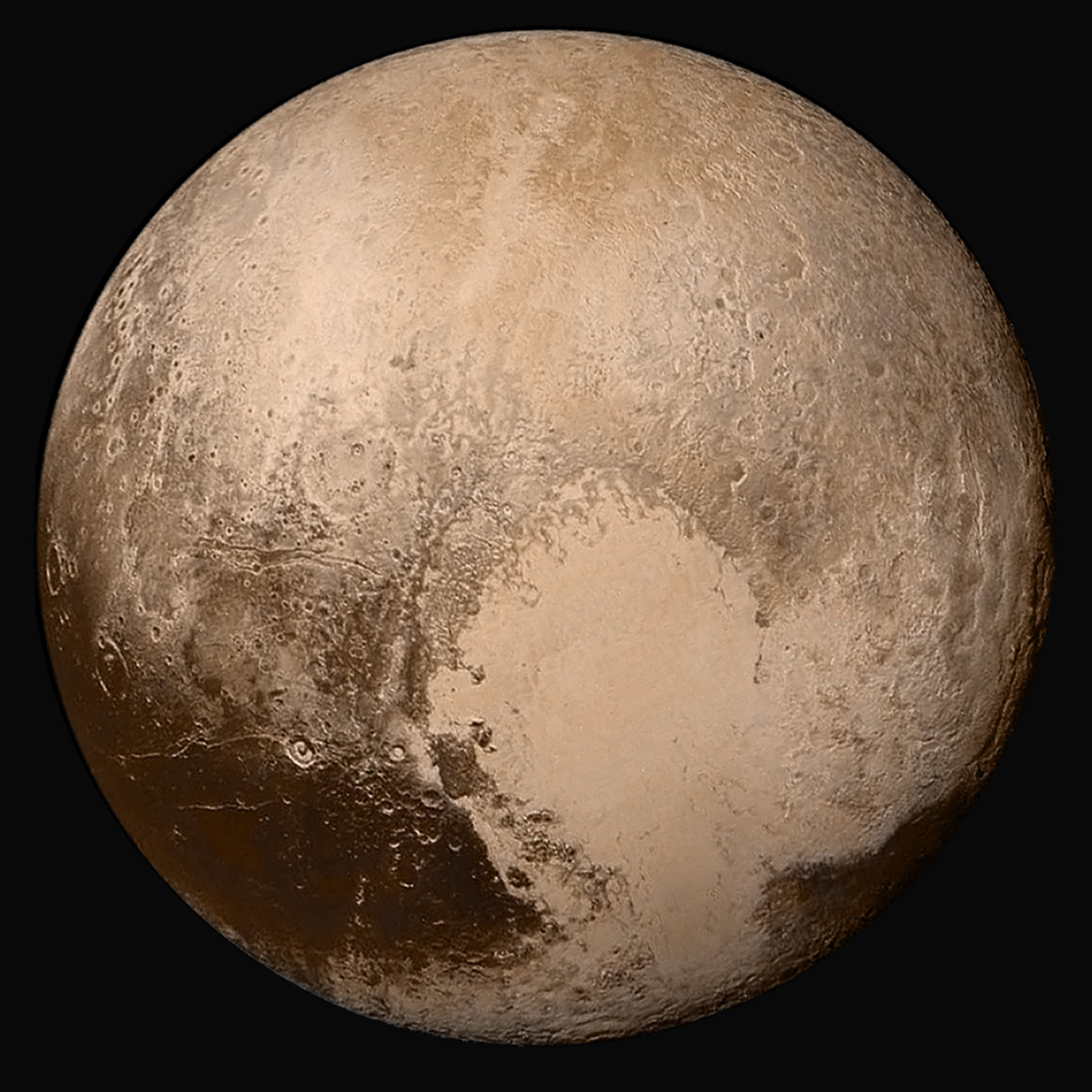
14 iulie: Pluto, planeta pitică, așa cum este văzută de nava spațială New Horizons chiar înainte de cel mai apropiat survol.

- 8 iulie – Astronomii raportează descoperirea unui sistem extrem de rar de cinci stele.[60]
- 13 iulie – Cercetătorii de la Marele Accelerator de Hadroni raportează observarea a două particule exotice aparținând unei clase noi, pentaquarci.[61][62][63]
- 14 iulie – Nava spațială  New Horizons a NASA realizează un survol apropiat al lui Pluto, devenind prima navă spațială din istorie care a vizitat lumea îndepărtată.[64][65][66] Va explora zona timp de cinci luni, înainte de a intra în centura Kuiper și, în cele din urmă, va părăsi Sistemul Solar.
- 16 iulie – Un nou studiu adaugă dovezi crescânde potrivit cărora urșii polari nu sunt capabili să se adapteze la o regiune arctică care se  încălzește.[67]
- 20 iulie – Stephen Hawking, fizician britanic, ajută la lansarea unui efort bine finanțat, numit Breakthrough Initiatives, pentru a căuta viața extraterestră și a încerca să răspundă la întrebarea: Suntem singuri?[68]
- 23 iulie –  NASA anunță descoperirea Kepler-452b, o exoplanetă care este aproximativ de dimensiunea Terrei și a fost găsită orbitând zona locuibile a unei stele asemănătoare Soarelui.[69]
- 29 iulie – Se preconizează că populația actuală de 7,3 miliarde va ajunge la 8,5 miliarde până în 2030, 9,7 miliarde în 2050 și 11,2 miliarde în 2100, potrivit unei noi analize a datelor de către ONU.[70]

### August
- 8 august – Astronomii de la Observatorul Keck anunță un nou record pentru cea mai îndepărtată galaxie observată vreodată. Cunoscută ca EGSY8p7, lumina sa a avut nevoie de 13,2 miliarde de ani pentru a ajunge pe Pământ.[71][72]
- 26 august – Într-un briefing de presă, oamenii de știință NASA avertizează că viitoarea creștere a nivelului mării a fost subestimată.[73][74]

### Septembrie

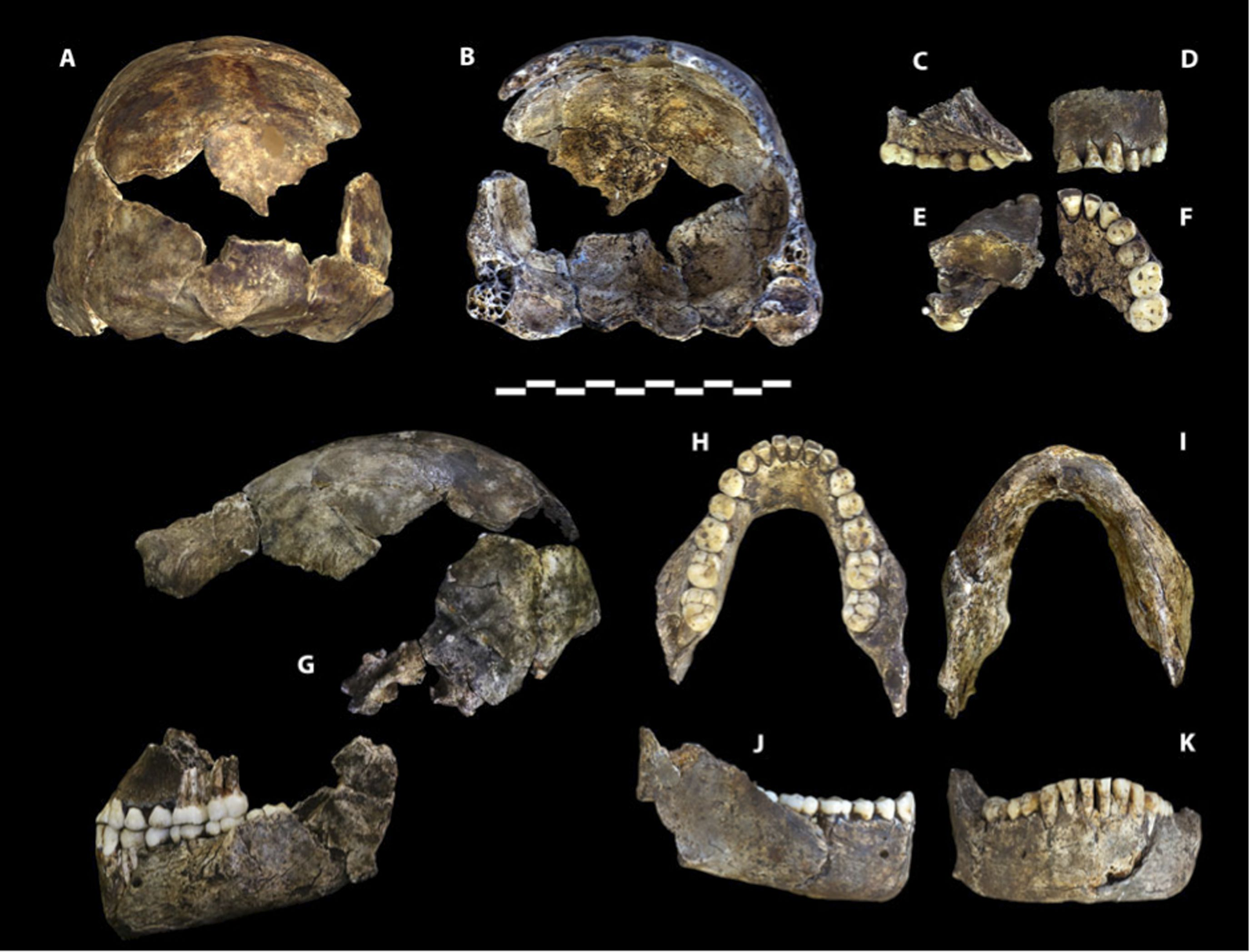
10 septembrie: Oamenii de științî anunță descoperirea lui Homo naledi, o specie necunoscută anterior de oameni timpurii din Africa de Sud.

- 10 septembrie – Paleontologii raportează o nouă specie asemănătoare omului, Homo naledi, pe baza descoperirii a 15 schelete parțiale, cea mai mare descoperire de acest tip din Africa. Se crede că H. naledi ar fi putut trăi în Africa în urmă cu trei milioane de ani și a fost capabil de un comportament ritualic.[75] Deși descoperitorii susțin că oasele reprezintă o nouă specie de oameni timpurii, alți experți susțin că este nevoie de mai multe dovezi înainte ca această afirmație să poată fi justificată.[76]
- 11 septembrie – NASA lansează primele imagini clare ale micului satelit Nix al lui Pluto, care prezintă margini aspre și un crater proeminent.[77]
- 14 septembrie – Prima observație a undelor gravitaționale, care va fi anunțată la 11 februarie 2016.
- 15 septembrie – Sonda Cassini a NASA găsește un ocean global aflat sub scoarța înghețată a satelitului activ din punct de vedere geologic Enceladus al lui Saturn.[78]
- 16 septembrie – Un studiu realizat de WWF și Societatea Zoologică din Londra constată că populațiile de mamifere marine, păsări, pești și reptile au scăzut cu 49% din 1970.[79] Raportul evidențiază thunnini și scrumbia, ca fiind într-o stare deosebit de gravă, având o scădere de 74%.[80]
- 22 septembrie – Oamenii de știință anunță descoperirea unei noi specii de dinozaur, Ugrunaaluk kuukpikensis, un erbivor cu o lungime de 30 de metri, care a trăit acum 69 de milioane de ani deasupra Cercului Arctic, cel mai îndepărtat punct nordic unde au fost descoperiți dinozuri.[81][82]

### Octombrie

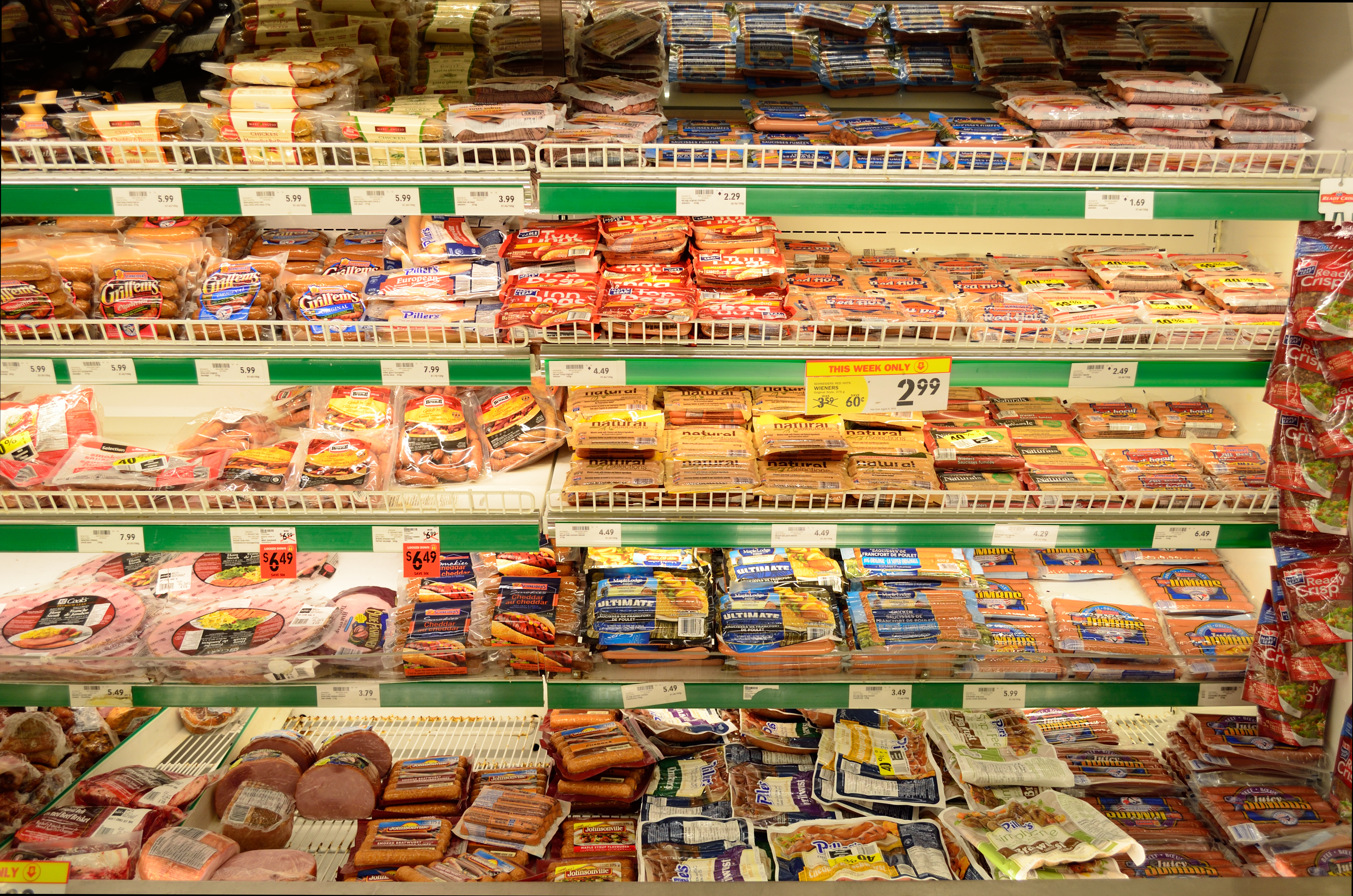
26 octombrie: Consumul de carne procesată (de exemplu, slănină, șuncă, hot dog, cârnați) sau carne roșie este legat de anumite tipuri de cancer afirmă Agenția Internațională de Cercetare a Cancerului a Organizației Mondiale a Sănătății.

- 6 octombrie – Takaaki Kajita și Arthur B. McDonald câștigă Premiul Nobel pentru Fizică pe 2015 „pentru descoperirea oscilațiilor neutrinilor, ceea ce arată că neutrinii au masă”.[86]
- 7 octombrie – Tomas Lindahl, Paul L. Modrich și Aziz Sancar câștigă Premiul Nobel pentru Chimie pe 2015, pentru că au explicat „mecanismele de bază care ajută la protejarea integrității genomului nostru”.[87][88]
- 13 octombrie – Oamenii de știință din domeniul criminalisticii raportează o procedură chimică care poate identifica sexul dintr-o amprentă. Testul de amprentă se bazează pe niveluri mult mai mari ale anumitor aminoacizi în transpirația femeilor decât la bărbați.[89][90]
- 23 octombrie
  - Uraganul Patricia devine cel mai intens ciclon tropical observat vreodată în emisfera occidentală în ceea ce privește presiunea barometrică și cel mai puternic la nivel mondial în ceea ce privește vânturile maxime susținute.[91]
  - Fizicienii americani folosesc lasere pentru a crea pozitroni – antiparticulele electronilor – în număr record și densitate.[92]
- 26 octombrie – Consumul de carne procesată (de exemplu, slănină, șuncă, hot dog, cârnați) sau carne roșie este legat de anumite tipuri de cancer afirmă Agenția Internațională de Cercetare a Cancerului a Organizației Mondiale a Sănătății.[83][84][85]

### Noiembrie
- 18 noiembrie – Cercetătorii de la Școala Medicală de la Universitatea din Massachusetts au creat o implementare mult îmbunătățită a CRISPR.[93]
- 23 noiembrie – Se publică genomul tardigrada, dezvăluind că 17,5% este ADN străin (provenit de la alte organisme). Este singurul animal capabil să supraviețuiască în vidul spațiului.[94]

### Decembrie

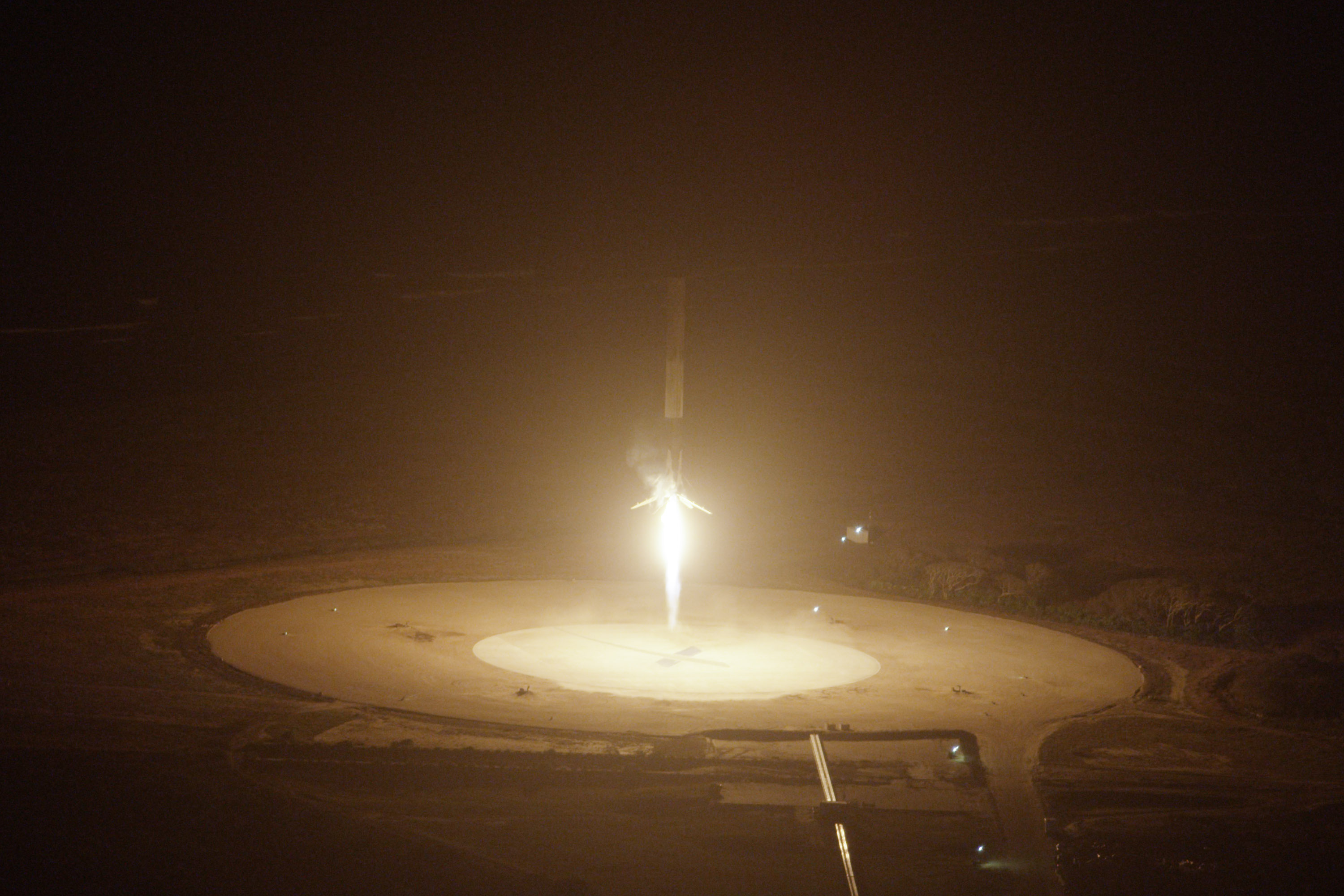
21 decembrie: Compania americană SpaceX realizează o etapă istorică în zborul spațial, aterizând vertical o rachetă Falcon 9, demonstrând că ar putea fi posibile rachete reutilizabile mai ieftine.

- 9 decembrie – Oamenii de știință din cadrul NASA raportează că punctele luminoase de pe planeta pitică Ceres, inclusiv cele din cea mai mare regiune a locurilor luminoase de pe Ceres, situate în craterul Occator, pot fi legate de un tip de sare, care conține sulfat de magneziu hexahidrit  (MgSO4·6H2O); petele au fost, de asemenea, asociate cu argile bogate în amoniac.[95]
- 11 decembrie – Paleontologii raportează descoperirea lui Hualianceratops wucaiwanensis, un dinozaur ceratopsian erbivor care a trăit în urmă cu aproximativ 160 de milioane de ani în vestul Chinei.[96][97]
- 21 decembrie – Compania americană SpaceX realizează o etapă istorică în zborul spațial, aterizând vertical o rachetă Falcon 9, demonstrând că ar putea fi posibile rachete reutilizabile mai ieftine.[98]
- 30 decembrie – Al șaptelea rând al tabelului periodic al elementelor este declarat oficial complet, după descoperirea elementelor 113, 115, 117 și 118.[99]